# Paška vas
Paška vas este o localitate din comuna Šmartno ob Paki, Slovenia, cu o populație de 204 locuitori.